# Kammerich
Kammerich ist ein Ortsteil der Gemeinde Ruppichteroth.

## Geographie
Der Weiler liegt auf der Nutscheid. Nachbarorte sind Thal im Osten, Wingenbacherhof im Süden, Rose und Schönenberg im Osten sowie Herrenbröl und Ahe direkt im Norden, nur von der Bundesstraße 478 getrennt.

## Geschichte

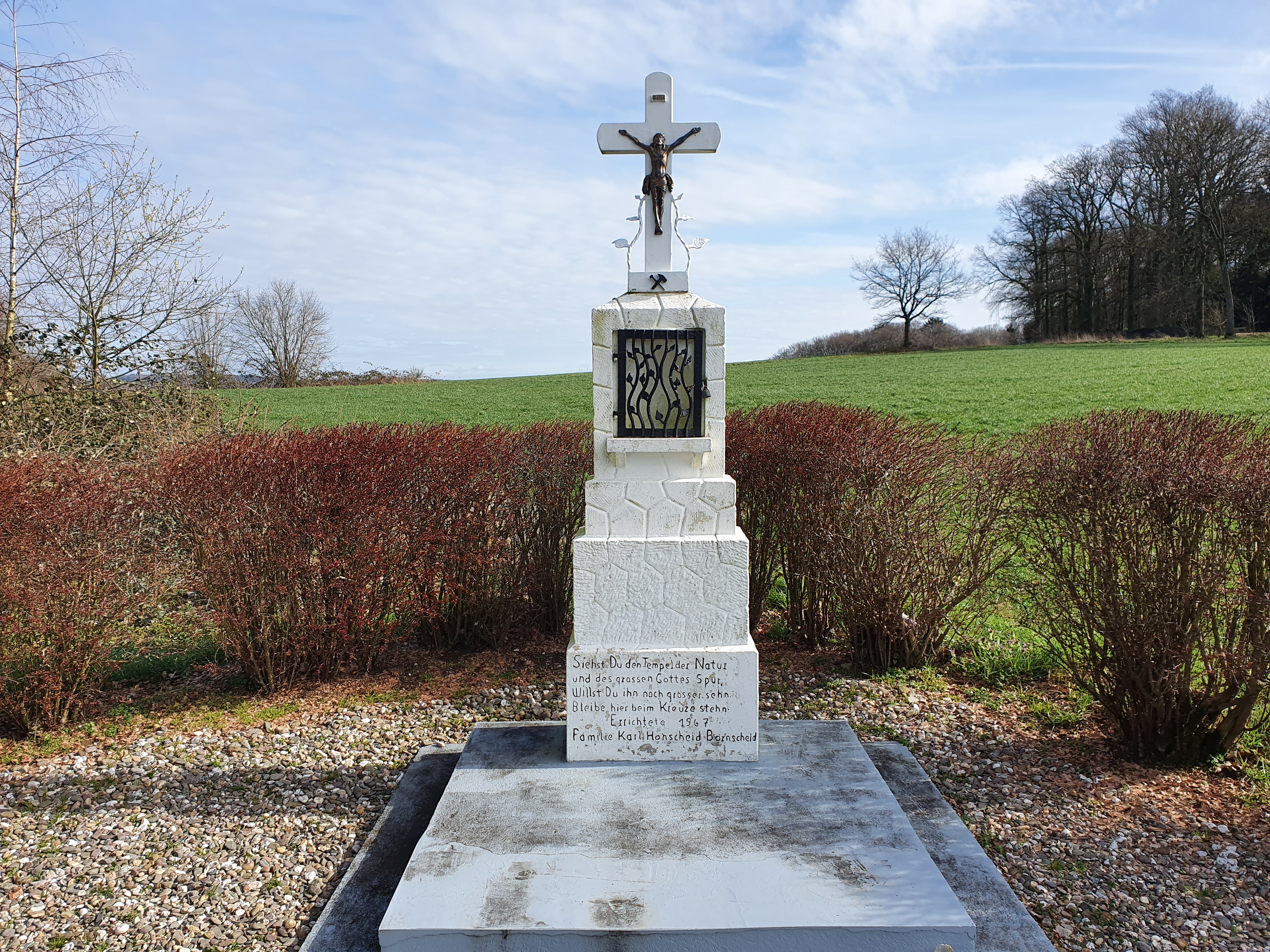
Wegekreuz am Abzweig nach Kammerich

1809 hatte der Ort 50 katholische und 30 lutherische Einwohner.
1910 waren für Kammerich die Haushalte Fabrikarbeiter Franz Robert Bröhl, Ackerer Wilhelm Grümer, Handelsmann Philipp Heidgen, Peter Holzmenger, Zimmerer Josef Hücker, Tagelöhner Wilhelm Müller, Fabrikarbeiter Heinrich Oedekoven, Ackerin Witwe Johann Peter Olbertz, Ackerer Wilhelm Sauer und Tagelöhner Wilhelm Sauer, Ackerer Johann Scheiderich, Ackerer Heinrich Schmidt, Ackerer Heinrich Schneider, Handelsmann Heinrich Wirtz und Ackerer sowie Handelsmann Johann Wilhelm Wirtz verzeichnet.